# David M. Kreps
David Marc «Dave» Kreps (Nueva York, 1950) es un economista estadounidense, especializado en Teoría de juegos. Actualmente es profesor en la Universidad de Stanford.  Es conocido por su análisis de modelos de elección dinámica y juegos no cooperativos.
Estudió la Licenciatura en la Universidad de Dartmouth en 1972 y su Doctorado en la Universidad de Stanford en 1975.

## Honores
- Es un miembro  de la Academia Nacional de Ciencias
- 1989 John Bates Clark Medalla.
- 2001 doctorado honoris causa por la Université París-Dauphine.
- En 2018 recibió, junto con los profesores Paul Milgrom y Robert B. Wilson, el John J. Carty Award for the Advancement of Science
- 2018 Premio Erwin Plein Nemmers en Economía at Northwestern en Economía

## Libros
- Microeconomic Foundations I: Choice and Competitive Markets
- Microeconomic Foundations II: Imperfect Competition, Information, and Strategic Interaction
- A Course in Microeconomic Theory
- Microeconomics for Managers. [1]
- Strategic Human Resources: Frameworks for General Managers
- Notes on the theory of choice
- The Black–Scholes–Merton Model: as an Idealization of Discrete-Time Economies
- Teoria de juegos y modelación económica. [2]

## Publicaciones notables
- J. Michael Harrison and David M. Kreps (1979) - Martingalas y arbitraje en mercados de valores multiperíodos.
- David M. Kreps (1981) - Arbitraje y equilibrio en economías con infinitas mercancías.
- David M. Kreps and Robert B. Wilson (1982) - Equilibrios secuenciales
- David M. Kreps and Robert B. Wilson (1982) - Reputación e información imperfecta
- In-Koo Cho and David M. Kreps (1987) - Juegos de señalización y equilibrios estables.
- David M. Kreps (1990) - Cultura corporativa y teoría económica.